# Granblue Fantasy
Granblue Fantasy (jap. グランブルーファンタジー Guranburū Fantajī) ist ein Computer-Rollenspiel des Entwicklers Cygames aus dem Jahr 2014. Es wurde als Manga und Anime adaptiert.

## Inhalt
In einer Welt von im Himmel schwebenden Inseln leben vier Arten intelligenter Wesen: Neben den Menschen auch Erunen, Draphs und Harvins. Vor langer Zeit wurde ihre Welt von den Astralen angegriffen. Die verbündeten Bewohner der Inseln konnten sie zwar abwehren, aber die Angreifer schufen Bestien, die als Astralbestien den Himmel heimsuchen.
Der junge Gran lebt auf St. Island zusammen mit dem Drachen Vyrn. Er will stärker werden um die Bewohner der Insel zu schützen, aber auch um seinen verschollenen Vater zu finden. Eines Tages wird die Insel vom Imperium angegriffen, das sich Überbleibsel der Astralen zu Nutze macht um seine Nachbarn zu erobern. Beim Angriff trifft Gran auf das Mädchen Lyria, das von den Truppen des Imperiums verfolgt wird, weil sie Astralbestien beherrschen kann. So tut sich Gran mit ihr zusammen und gemeinsam bekommen sie Hilfe von Oberleutnant Katalina Alize, die zwar zum Imperium gehört, aber dennoch Lyria verteidigen will.

## Spielmechanik
Granblue Fantasy ist ein Computer-Rollenspiel mit rundenbasierten Kämpfen. Dem Spieler stehen Charaktere aus 20 Klassen zur Verfügung, mit unterschiedlichen Angriffen oder Beschwörungen sowie Kombinationen daraus. Diese sind je noch einem von sechs Elementen zugeordnet. Die Charaktere entwickeln sich im Laufe der Geschichte des Spiels oder durch Käufe mit der Spiel-Währung.

## Entstehung und Veröffentlichung
Das Spiel entstand bei Cygames unter Produzent Yuito Kimura. Für das Design war Hideo Minaba verantwortlich. Die Komposition der Spielmusik lag bei Nobuo Uematsu und Tsutomu Narita. Für Sprecherrollen wurde Hiroaki Hirata engagiert. Cygames brachte das Spiel am 10. März 2014 selbst heraus, für Android, iOS und in einer Browserversion.

## Manga
Zum Spiel erschienen und erscheinen mehrere Manga-Reihen.
Auf der Website von Cygames erscheint mit Grablu! (ぐらぶるっ!, Guraburu!) seit Mitte 2014 ein werktäglicher Comicstrip. Dieser wird von Kikui Ichimonji gezeichnet. Bei Kadokawa wurden die Kapitel in bisher (Stand: Juli 2018) sechs Sammelbänden (Tankōbon) zusammengefasst.
Eine weitere Adaption von Cygames, geschrieben von Makoto Fūgetsu und gezeichnet von cocho, erschien ab dem 8. Mai 2016 auf der Website Cycomi. Der Manga wurde 2020 abgeschlossen. Kōdansha brachte die Kapitel auch in sieben Sammelbänden heraus. Der vierte Band verkaufte sich in der ersten Woche über 22.000 mal. Eine deutsche Übersetzung erschien von Mai 2018 bis Dezember 2020 bei Altraverse mit allen sieben Bänden. Auf Italienisch erscheint die Serie bei Planet Manga.
Bei Kadokawa erscheinen zudem folgende Werke:
- Grablu Jāji-bu! (グラブルジャージ部っ!) von Arayuru Arito im Magazin Comic Clear vom 17. Mai 2016 bis 30. März 2018 mit zwei Sammelbänden.
- Granblue Fantasy: Sōken no Kizuna (グランブルーファンタジー 双剣の絆) von Rōto Usagi im Magazin B’s-Log Comic seit dem 1. Juni 2016 mit bisher drei Sammelbänden.
- Granblue Fantasy Play Manga: Nihon wa Seiten Nari! (グランブルーファンタジープレイ漫画 本日は青天なり!) von Makana Watari auf Famitsu.com seit dem 18. September 2015 mit einem Sammelband.

## Light Novel
Cygames brachte im Verlag Kadokawa zum Spiel zwei Light-Novel heraus: Granblue Fantasy von Miyabi Hasegawa erschien vom 26. Dezember 2014 bis 30. Oktober 2017 bei Famitsū Bunko in neun Bänden, sowie Granblue Fantasy: Members Fight (グランブルーファンタジー メンバーズフェイト) von Toshihiko Tsukiji am 19. Mai und 20. Oktober 2016 bei Fujimi Fantasia Bunko in zwei Bänden.

## Anime
Bei A-1 Pictures entstand 2017 eine Anime-Adaption zum Spiel. Bei der Produktion führte Ayako Kurata Regie, das Charakterdesign entwarf Toshifumi Akai. Die künstlerische Leitung lag bei Masatoshi Kai.
Die 12 je 23 Minuten langen Folgen wurden vom 2. April bis 25. Juni 2017 bei den Sendern Tokyo MX, BS11, Tochigi TV, Gunma TV um Mitternacht (und damit am vorigen Fernsehtag), sowie mit bis zu einer Woche Versatz auch auf MBS, AT-X, TV Aichi, Hokkaidō Hōsō, RKB und Saga TV. Aniplus Asia zeigt die Serie auf Englisch, außerdem wurde sie von mehreren Plattformen per Streaming verbreitet, darunter mit deutschen und französischen Untertiteln Wakanim. TV5 zeigte den Anime auf den Philippinen. Peppermint Anime veröffentlichte die Serie auf Deutsch auf DVD und Blu-ray.
Im März des Jahres 2019 wurde angekündigt, dass die Animeserie eine zweite Staffel erhält und ab Oktober gleichen Jahres im Fernsehen gezeigt wird. Während die Synchronsprecher größtenteils beibehalten wurden, änderte sich die Besetzung nach einem Studiowechsel zu MAPPA fast komplett.

### Synchronisation
| Rolle          | japanischer Synchronsprecher (Seiyū) |
| -------------- | ------------------------------------ |
| Gran           | Yūki Ono                             |
| Lyria          | Nao Tōyama                           |
| Vyrn           | Rie Kugimiya                         |
| Katalina Alize | Miyuki Sawashiro                     |

### Musik
Die Musik der Serie wurde von Nobuo Uematsu, Tsutomu Narita und Yasunori Nishiki komponiert. Der Vorspanntitel der Serie ist Go von Bump of Chicken und das Abspannlied heißt Sora no Parade (ソラのパレード) und stammt von Haruhi.